# 82 Водолея
82 Водолея (лат. 82 Aquarii, HD 217701) — одиночная звезда в созвездии Водолея на расстоянии приблизительно 887 световых лет (около 272 парсеков) от Солнца. Видимая звёздная величина звезды — +6,361m.

## Характеристики
82 Водолея — красный гигант спектрального класса M1III или M2III. Радиус — около 56,33 солнечных, светимость — около 692,8 солнечных. Эффективная температура — около 3946 К.